# Хелсиншки одбор за људска права
Хелсиншки одбор за људска права (ХОЉП) постоји у многим европским државама (ОЕБС) као волонтерска, непрофитна организацијама посвећена неговању људских права. Добила је име по Хелсиншком договору. Организовани су при Међународном хелсиншком одбору за људска права смештеном у Бечу.
Хелсиншки одбор кренуо je са радом као Хелсинки воч групе (Helsinki Watch groups). Први је основан у Совјетском Савезу 1976, други у Чехословачкој, трећи 1979. године у Пољској итд.
Представници неколико одбора, 1982. године, одржали су Међународну грађанску конференцију Хелсинки воча и основали ХОЉП.